# Vincenz Bernhard Tscharner

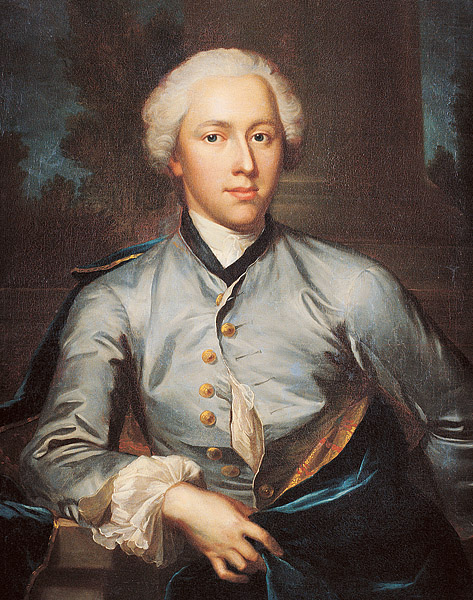
Vincenz Bernhard Tscharner, Porträt von Jakob Emanuel Handmann (1750)

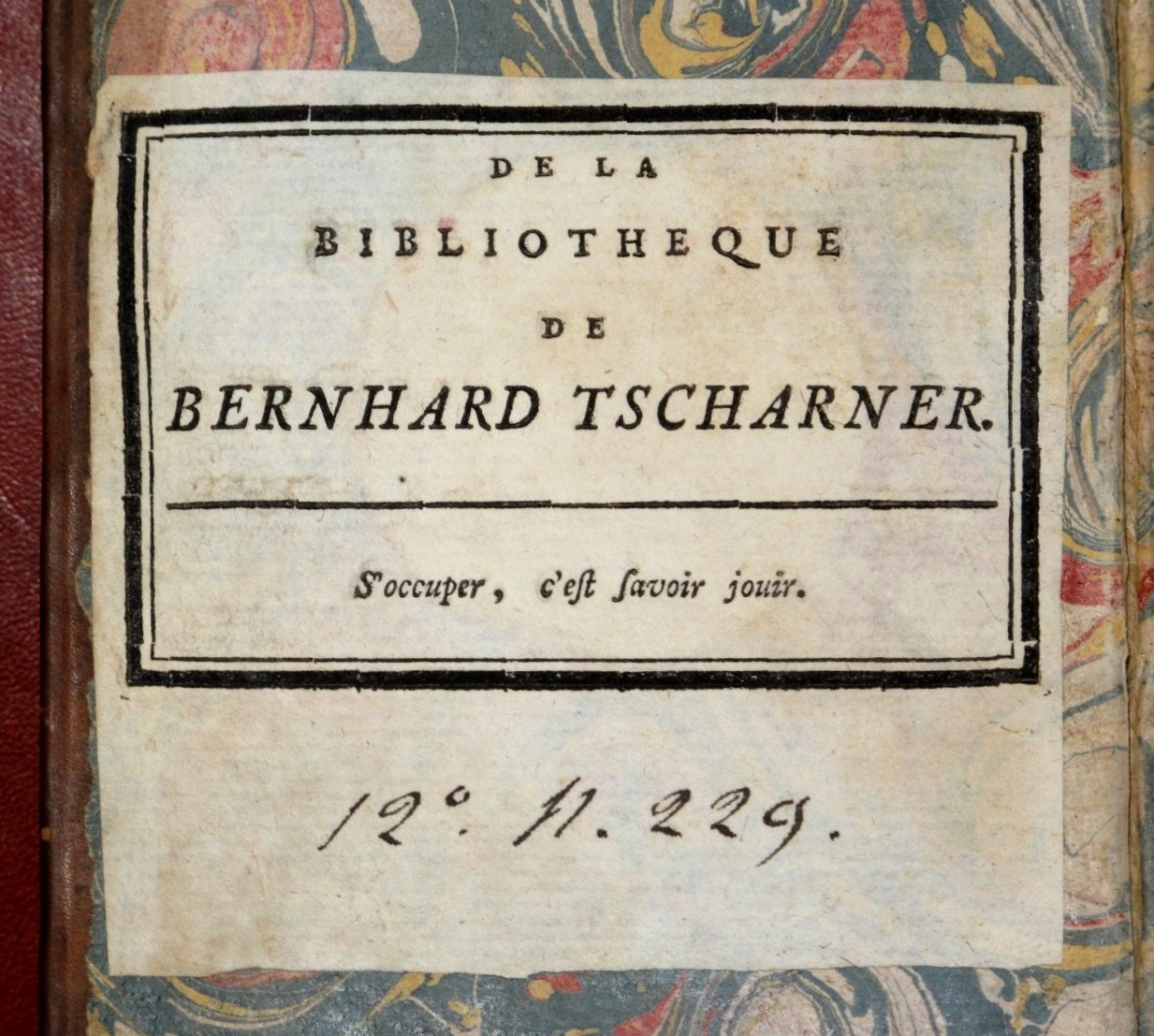
Tscharners Exlibris (um 1760)

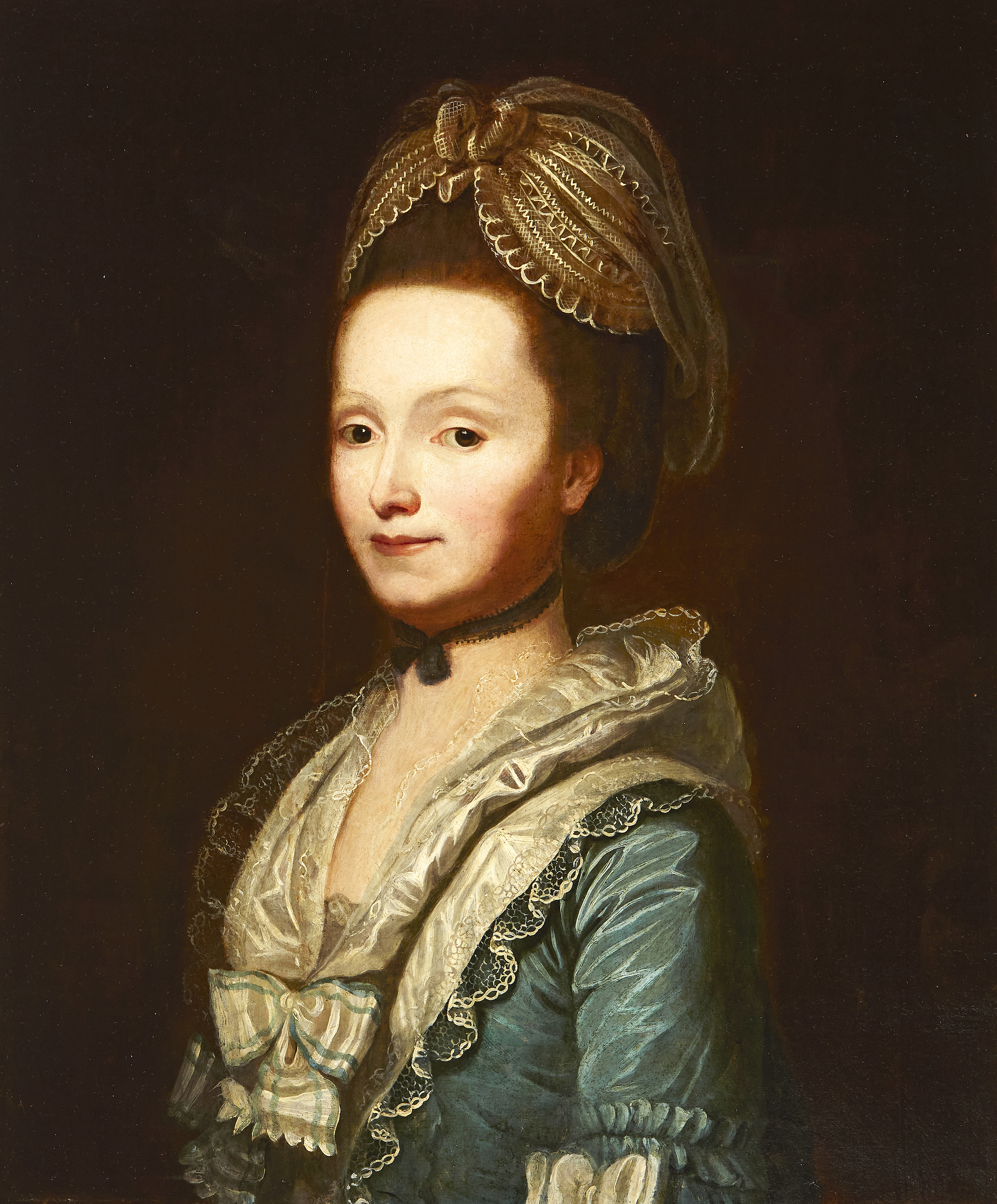
Marie-Salomé Tscharner geb. von Bonstetten, Porträt von Jean Preudhomme (zugeschrieben, um 1775)

Vincenz Bernhard Tscharner (* 4. März 1728 in Bern; † 16. September 1778 ebenda), heimatberechtigt in Bern, Rolle und Aubonne, war ein Schweizer Schriftsteller, Historiker und Magistrat.

## Leben
Vincenz Bernhard Tscharner wurde als Sohn Emanuel Tscharners (1699–1777), damals Schultheiss des Äusseren Standes, und der Maria Magdalena Tscharner (1704–1788) geboren. Gemeinsam mit seinem Bruder Niklaus Emanuel Tscharner wurde er ab 1738 durch den jungen Theologen und späteren Professoren Johann Friedrich Stapfer unterrichtet, dessen Schwerpunkte in der sprachlichen Ausbildung lagen. Die Jahre 1742 bis 1745 verbrachten die beiden mit ihrem Lehrer in Montagny und 1748 bis 1750 in Frauenfeld, als ihr Vater Landvogt nach dem Thurgau war. Mit Stapfer reisten die zwei Brüder anschliessend ein Jahr lang durch England, Holland, Frankreich und Deutschland. 
Zwischen 1757 und 1764, dem Jahr der Burgerbesatzung, entstanden in Bern zahlreiche neue gesellschaftliche Einrichtungen. Vincenz Bernhard gehörte zunächst dem 1757 gegründeten literarischen Leist Conservatoire an. 1759 wurde er Mitglied der Ökonomischen Gesellschaft, als auch der Grande Société. Er gehörte auch zu den ersten Mitgliedern der Helvetischen Gesellschaft. Zusammen mit dem Rechtsprofessor Daniel Fellenberg, sowie den Theologieprofessoren Johannes Stapfer und Samuel Anton Wilhelmi gründete Vincenz Bernhard 1762 die Patriotische Gesellschaft (Société des citoyens). Diese Gesellschaft verfolgte hehre Ziele, was in den allerersten Preisfragen zum Ausdruck kommt: Durch welche Mittel können die verdorbenen Sitten eines Volkes wiederhergestellt werden? Was hat ein Gesetzgeber hierzu für einen Weg einzuschlagen? Die Fragen wurden zwar international ausgeschrieben, doch bei der ersten Ausschreibung meldete sich niemand, der eine preiswürdige Schrift hätte vorlegen können. Leicht abgeändert wurden die Fragen ein zweites Mal ausgeschrieben und der damals noch unbekannte junge Theologe Johann Gottfried Herder aus Riga wurde mit einem zweiten Preis bedacht. Ein erster wurde nicht vergeben. Die Patriotische Gesellschaft existierte nur gerade vier Jahre.
Vincenz Bernhard Tscharner empfing ab Sommer 1759 ebenfalls Literaten und Gelehrte aus ganz Europa in seinem neuerbauten Landsitz Bellevue (heute Areal Zieglerspital in Bern), darunter Christoph Martin Wieland oder Christian Cay Lorenz Hirschfeld. 1759 wurde er Mitglied der Bayerischen Akademie der Wissenschaften.
1758 gründete Vincenz Bernhard Tscharners in Bern die Typographische Sozietät, welche in Bern eine Verlagsbuchhandlung führte und anfänglich als Tscharners Bücherladen in der ganzen Schweiz Bekanntheit erlangte. Ab 1762 besorgte die Typographische Gesellschaft Vertrieb und Versand der Abhandlungen der Ökonomischen Gesellschaft. Wesentliche Publikationen sind die lateinischen und italienischen Journale, die diese herausgab, wie auch die Gedichte Hallers in der französischen Übersetzung Tscharners und schliesslich 1781 die in Bern und Lausanne erschienene, durch Fortunato de Felice herausgegebene Encyclopédie d’Yverdon, einer Neufassung der Encyclopédie.
Vincenz Bernhard heiratete 1754 Marie-Salomé von Bonstetten, die Schwester Karl Viktor von Bonstettens. Die beiden bewohnten den nachmaligen Fellerstock in Bümpliz und später die Campagne Bellevue.
Nachdem Tscharner 1764 in den Grossen Rat gewählt wurde er später Landvogt nach Aubonne VD und Lugano. Kurz nach seiner Wahl als gemeinherrschaftlicher Landvogt nach Lugano verstarb Vincenz Bernhard 1778 auf dem Heimweg aus dem Tessin nach kurzer Krankheit. Niklaus Emanuel Tscharner äusserte sich nach dem frühen Tod seines Bruders wie folgt: Mein seliger Bruder, feurig, thätig, entschlossen war sein Geist, unternahm, um solchen Nahrung zu geben, in der besten Absicht zugleich seinen Mitbürgern zu dienen, die Bücherhandlung und stiftete die Gesellschaft im Jahre 1759.
Tscharners Exlibris enthält seine Devise S'occuper, c'est savoir jouir, ein Vers aus Voltaires Stance à la Princesse de Suède, Ulrique de Prusse (1747).

## Werke
- Poésies choisies de M[onsieur] de Haller traduites en prose par Monsieur de T[scharner], Göttingen 1750.
- Historie der Eidgenossen, Bd. 2, Zürich 1758. online
- Albrecht von Haller: Poésies, übers. Vincenz Bernhard Tscharner, Bern 1760. online
- Von der Wässerung, in: Abhandlungen der Ökonomischen Gesellschaft in Bern, Jg. 1761, erstes Stück, S. 13–28. doi:10.5169/seals-386524
- Vorschlag zu Aufmunterung des Seidenbaues in der Waat, in: Abhandlungen und Beobachtungen durch die Ökonomische Gesellschaft zu Bern gesammelt, Bern, 5. Jg., 4. Stück (1764), S. 3–18. doi:10.5169/seals-386618
- Historie der Eidgenossen, Bd. 1, Zürich 1768. online
- Prüffung einicher Zweifel wider die Einschränkung oder Vertheilung der Allmenten, in:  Abhandlungen und Beobachtungen durch die Ökonomische Gesellschaft zu Bern gesammelt, Bern, 9. Jg., 2. Stück (1768), S. 181–209. doi:10.5169/seals-386671
- Fortsezung der Prüffung einicher Zweifel wider die Einschränkung oder Vertheilung der Allmenten,  in:  Abhandlungen und Beobachtungen durch die Ökonomische Gesellschaft zu Bern gesammelt, Bern, 10. Jg., 2. Stück (1769), S. 109–131. doi:10.5169/seals-386679
- Lobrede auf Herrn Albert Haller, welche auf veranstaltung der Lobl. ökonomischen gesellschafft den fünf und zwanzigsten Merzen öffentlich abgelesen worden. Typographische Gesellschaft, Bern 1778. online
- Vincenz Bernhard Tscharner, Gottlieb Emanuel von Haller: Dictionnaire historique, politique et géographique de la Suisse, Bd. 2, Genf 1777. online
- Eloge de Alb[ert] Haller, Bern 1778. online
- Vincenz Bernhard Tscharner, Gottlieb Emanuel von Haller: Dictionnaire historique, politique et géographique de la Suisse, Bd. 1, Genf 1788. online

## Archivalien
- Nachlass Vincenz Bernhard Tscharner im Katalog der Burgerbibliothek Bern
- Streubestände in der Burgerbibliothek Bern
- Discours manuscrits (1776–1778) (Staatsarchiv Waadt)